# Kadungalloor
Kadungalloor é uma vila no distrito de Ernakulam, no estado indiano de Kerala.

## Demografia
Segundo o censo de 2001, Kadungalloor tinha uma população de 35 451 habitantes. Os indivíduos do sexo masculino constituem 50% da população e os do sexo feminino 50%. Kadungalloor tem uma taxa de literacia de 81%, superior à média nacional de 59,5%: a literacia no sexo masculino é de 84% e no sexo feminino é de 79%. Em Kadungalloor, 11% da população está abaixo dos 6 anos de idade.